# ハムスターの研究レポート
『ハムスターの研究レポート』（ハムスターのけんきゅうレポート）は、大雪師走作の漫画。単行本の発売は当初は偕成社、後に白泉社。全8巻。通称「ハム研」。

## 概要
1988年12月、偕成社『コミック・モエNo.6』で連載を開始した。1998年に偕成社が漫画事業より撤退してからは白泉社に移り、『MELODY』、『Silky』を始めとした様々な雑誌に連載。『silky』では2006年12月号より連載（偶数号に掲載。奇数号は『はりはりハリ太郎』）したが、2008年10月号より連載が途絶えていた。
その後長らく続報がない状況となったが、2017年12月に13年ぶりの文庫本新刊が発売され、単行本7～8巻の内容に加え単行本8巻までに未収録の話、さらに書き下ろし新作も収録。これで「完結」と銘打たれた。
作者自身が自宅で飼っているハムスター達と作者の日常を書いた4コマ漫画で、動物観察漫画の嚆矢とされる。漫画の中ではハムスターのことだけではなく、作者宅を訪れる他の動物達や作者自身の身の回りの出来事も描かれている。素朴な視点に立った飄々とした作風が人気を博し、ハムスターブームを呼ぶ一端となった。1990年(平成2年)11月に出版された第一巻にはますむらひろしが解説を寄せており、『はじめてこの作品を読んだ時、これは《観察マンガ》という新しいジャンルだと思ったのだが、やがて（中略）それに続く者達は大雪さんを《観察マンガの母》と呼ぶであろうことを僕は予言する』と記している。
当時ペットとして飼われる種類はジャンガリアンハムスターが主流であったが、作者が飼っているハムスターの種類はゴールデンハムスターであった。現在はゴールデンハムスターが一般的である。
単行本の帯のマンガは毎回描き下ろしである。また、カバーをめくると「おまけマンガ」を見ることができる（7巻はおばあちゃんすごろく）。

## 巻ごとに注目されるハムスター
- 1巻……チビすけ・チョコ
- 2巻……チビすけ・てんちゃん
- 3巻……てんちゃん・チビっち・まめ太郎
- 4巻……チビっち・まめ太郎・プー
- 5巻……チビっち・子供達（6匹）・プー
- 6巻……おチビくん
- 7巻……まめ太郎・みそちゃん
- 8巻……チビすけ・まめ太郎

## 大雪家のハムスターの家系図
※緑背景は大雪家が飼っているハムスター。
※チビビと花子とチビの関係は「番外編・ハムスター物語」準拠。
※括弧書きは「名前が公開されたエピソード」。てんちゃんの初登場回はレポート13。てんちゃんの子供達の初登場回はレポート27。チビっちの子供達の初登場回はレポート36。
|                                     |                                     |                                     |                                     | チビビンバ・♂ (レポート4)           |                                     |                           |                           |                           |                           |                           |                           |                              |                              |                              |                              |                              |                              |                              |                              |                              |                              |                              |                              |                          |                          |                          |                          |                          |                          |                        |                        |                        |                        |                                     |                                     |                                     |                                     |                                     |                                     |                              |                              |                            |                            |                            |                            |                            |                            |  |  |
|                                     |                                     |                                     |                                     |                                     |                                     |                           |                           |                           |                           |                           |                           |                              |                              |                              |                              |                              |                              |                              |                              |                              |                              |                              |                              |                          |                          |                          |                          |                          |                          |                        |                        |                        |                        |                                     |                                     |                                     |                                     |                                     |                                     |                              |                              |                            |                            |                            |                            |                            |                            |  |  |
|                                     |                                     |                                     |                                     | チビビ・♂ (レポート4)               | チビビ・♂ (レポート4)               | チビビ・♂ (レポート4)     | チビビ・♂ (レポート4)     | チビビ・♂ (レポート4)     | チビビ・♂ (レポート4)     |                           |                           | 義理の母・♀ (ハムスター物語) | 義理の母・♀ (ハムスター物語) | 義理の母・♀ (ハムスター物語) | 義理の母・♀ (ハムスター物語) | 義理の母・♀ (ハムスター物語) | 義理の母・♀ (ハムスター物語) |                              |                              |                              |                              |                              |                              |                          |                          |                          |                          |                          |                          |                        |                        |                        |                        |                                     |                                     |                                     |                                     |                                     |                                     |                              |                              |                            |                            |                            |                            |                            |                            |  |  |
|                                     |                                     |                                     |                                     | チビビ・♂ (レポート4)               | チビビ・♂ (レポート4)               | チビビ・♂ (レポート4)     | チビビ・♂ (レポート4)     | チビビ・♂ (レポート4)     | チビビ・♂ (レポート4)     |                           |                           | 義理の母・♀ (ハムスター物語) | 義理の母・♀ (ハムスター物語) | 義理の母・♀ (ハムスター物語) | 義理の母・♀ (ハムスター物語) | 義理の母・♀ (ハムスター物語) | 義理の母・♀ (ハムスター物語) |                              |                              |                              |                              |                              |                              |                          |                          |                          |                          |                          |                          |                        |                        |                        |                        |                                     |                                     |                                     |                                     |                                     |                                     |                              |                              |                            |                            |                            |                            |                            |                            |  |  |
|                                     |                                     |                                     |                                     |                                     |                                     |                           |                           |                           |                           |                           |                           |                              |                              |                              |                              |                              |                              |                              |                              |                              |                              |                              |                              |                          |                          |                          |                          |                          |                          |                        |                        |                        |                        |                                     |                                     |                                     |                                     |                                     |                                     |                              |                              |                            |                            |                            |                            |                            |                            |  |  |
|                                     |                                     | チビ・♂ (レポート4)                 | チビ・♂ (レポート4)                 | チビ・♂ (レポート4)                 | チビ・♂ (レポート4)                 | チビ・♂ (レポート4)       | チビ・♂ (レポート4)       |                           |                           | 花子・♀ (レポート1)       | 花子・♀ (レポート1)       | 花子・♀ (レポート1)          | 花子・♀ (レポート1)          | 花子・♀ (レポート1)          | 花子・♀ (レポート1)          |                              |                              |                              |                              |                              |                              |                              |                              |                          |                          |                          |                          |                          |                          |                        |                        |                        |                        |                                     |                                     |                                     |                                     |                                     |                                     |                              |                              |                            |                            |                            |                            |                            |                            |  |  |
|                                     |                                     | チビ・♂ (レポート4)                 | チビ・♂ (レポート4)                 | チビ・♂ (レポート4)                 | チビ・♂ (レポート4)                 | チビ・♂ (レポート4)       | チビ・♂ (レポート4)       |                           |                           | 花子・♀ (レポート1)       | 花子・♀ (レポート1)       | 花子・♀ (レポート1)          | 花子・♀ (レポート1)          | 花子・♀ (レポート1)          | 花子・♀ (レポート1)          |                              |                              |                              |                              |                              |                              |                              |                              |                          |                          |                          |                          |                          |                          |                        |                        |                        |                        |                                     |                                     |                                     |                                     |                                     |                                     |                              |                              |                            |                            |                            |                            |                            |                            |  |  |
|                                     |                                     |                                     |                                     |                                     |                                     |                           |                           |                           |                           |                           |                           |                              |                              |                              |                              |                              |                              |                              |                              |                              |                              |                              |                              |                          |                          |                          |                          |                          |                          |                        |                        |                        |                        |                                     |                                     |                                     |                                     |                                     |                                     |                              |                              |                            |                            |                            |                            |                            |                            |  |  |
|                                     |                                     |                                     |                                     |                                     |                                     |                           |                           |                           |                           |                           |                           |                              |                              |                              |                              |                              |                              |                              |                              |                              |                              |                              |                              |                          |                          |                          |                          |                          |                          |                        |                        |                        |                        |                                     |                                     |                                     |                                     |                                     |                                     |                              |                              |                            |                            |                            |                            |                            |                            |  |  |
| チビ&花子の 子供達 (ハムスター物語) | チビ&花子の 子供達 (ハムスター物語) | チビ&花子の 子供達 (ハムスター物語) | チビ&花子の 子供達 (ハムスター物語) | チビ&花子の 子供達 (ハムスター物語) | チビ&花子の 子供達 (ハムスター物語) |                           |                           | チビすけ・♂ (レポート1)   | チビすけ・♂ (レポート1)   | チビすけ・♂ (レポート1)   | チビすけ・♂ (レポート1)   | チビすけ・♂ (レポート1)      | チビすけ・♂ (レポート1)      |                              |                              | てんちゃん・♀ (レポート14)   | てんちゃん・♀ (レポート14)   | てんちゃん・♀ (レポート14)   | てんちゃん・♀ (レポート14)   | てんちゃん・♀ (レポート14)   | てんちゃん・♀ (レポート14)   |                              |                              | チビ子・♀ (プーの一族)   | チビ子・♀ (プーの一族)   | チビ子・♀ (プーの一族)   | チビ子・♀ (プーの一族)   | チビ子・♀ (プーの一族)   | チビ子・♀ (プーの一族)   |                        |                        | 坊ちゃ・♂ (プーの一族) | 坊ちゃ・♂ (プーの一族) | 坊ちゃ・♂ (プーの一族)              | 坊ちゃ・♂ (プーの一族)              | 坊ちゃ・♂ (プーの一族)              | 坊ちゃ・♂ (プーの一族)              |                                     |                                     |                              |                              |                            |                            |                            |                            |                            |                            |  |  |
| チビ&花子の 子供達 (ハムスター物語) | チビ&花子の 子供達 (ハムスター物語) | チビ&花子の 子供達 (ハムスター物語) | チビ&花子の 子供達 (ハムスター物語) | チビ&花子の 子供達 (ハムスター物語) | チビ&花子の 子供達 (ハムスター物語) |                           |                           | チビすけ・♂ (レポート1)   | チビすけ・♂ (レポート1)   | チビすけ・♂ (レポート1)   | チビすけ・♂ (レポート1)   | チビすけ・♂ (レポート1)      | チビすけ・♂ (レポート1)      |                              |                              | てんちゃん・♀ (レポート14)   | てんちゃん・♀ (レポート14)   | てんちゃん・♀ (レポート14)   | てんちゃん・♀ (レポート14)   | てんちゃん・♀ (レポート14)   | てんちゃん・♀ (レポート14)   |                              |                              | チビ子・♀ (プーの一族)   | チビ子・♀ (プーの一族)   | チビ子・♀ (プーの一族)   | チビ子・♀ (プーの一族)   | チビ子・♀ (プーの一族)   | チビ子・♀ (プーの一族)   |                        |                        | 坊ちゃ・♂ (プーの一族) | 坊ちゃ・♂ (プーの一族) | 坊ちゃ・♂ (プーの一族)              | 坊ちゃ・♂ (プーの一族)              | 坊ちゃ・♂ (プーの一族)              | 坊ちゃ・♂ (プーの一族)              |                                     |                                     |                              |                              |                            |                            |                            |                            |                            |                            |  |  |
|                                     |                                     |                                     |                                     |                                     |                                     |                           |                           |                           |                           |                           |                           |                              |                              |                              |                              |                              |                              |                              |                              |                              |                              |                              |                              |                          |                          |                          |                          |                          |                          |                        |                        |                        |                        |                                     |                                     |                                     |                                     |                                     |                                     |                              |                              |                            |                            |                            |                            |                            |                            |  |  |
|                                     |                                     |                                     |                                     |                                     |                                     |                           |                           |                           |                           |                           |                           |                              |                              |                              |                              |                              |                              |                              |                              |                              |                              |                              |                              |                          |                          |                          |                          |                          |                          |                        |                        |                        |                        |                                     |                                     |                                     |                                     |                                     |                                     |                              |                              |                            |                            |                            |                            |                            |                            |  |  |
|                                     |                                     |                                     |                                     |                                     |                                     | まめ太郎・♂ (レポート29)  | まめ太郎・♂ (レポート29)  | まめ太郎・♂ (レポート29)  | まめ太郎・♂ (レポート29)  | まめ太郎・♂ (レポート29)  | まめ太郎・♂ (レポート29)  |                              |                              | チビっち・♀ (レポート29)     | チビっち・♀ (レポート29)     | チビっち・♀ (レポート29)     | チビっち・♀ (レポート29)     | チビっち・♀ (レポート29)     | チビっち・♀ (レポート29)     |                              |                              |                              |                              |                          |                          | プー・♂ (レポート32)     | プー・♂ (レポート32)     | プー・♂ (レポート32)     | プー・♂ (レポート32)     | プー・♂ (レポート32)   | プー・♂ (レポート32)   |                        |                        | 坊ちゃ&チビ子の 子供達 (プーの一族) | 坊ちゃ&チビ子の 子供達 (プーの一族) | 坊ちゃ&チビ子の 子供達 (プーの一族) | 坊ちゃ&チビ子の 子供達 (プーの一族) | 坊ちゃ&チビ子の 子供達 (プーの一族) | 坊ちゃ&チビ子の 子供達 (プーの一族) |                              |                              |                            |                            |                            |                            |                            |                            |  |  |
|                                     |                                     |                                     |                                     |                                     |                                     | まめ太郎・♂ (レポート29)  | まめ太郎・♂ (レポート29)  | まめ太郎・♂ (レポート29)  | まめ太郎・♂ (レポート29)  | まめ太郎・♂ (レポート29)  | まめ太郎・♂ (レポート29)  |                              |                              | チビっち・♀ (レポート29)     | チビっち・♀ (レポート29)     | チビっち・♀ (レポート29)     | チビっち・♀ (レポート29)     | チビっち・♀ (レポート29)     | チビっち・♀ (レポート29)     |                              |                              |                              |                              |                          |                          | プー・♂ (レポート32)     | プー・♂ (レポート32)     | プー・♂ (レポート32)     | プー・♂ (レポート32)     | プー・♂ (レポート32)   | プー・♂ (レポート32)   |                        |                        | 坊ちゃ&チビ子の 子供達 (プーの一族) | 坊ちゃ&チビ子の 子供達 (プーの一族) | 坊ちゃ&チビ子の 子供達 (プーの一族) | 坊ちゃ&チビ子の 子供達 (プーの一族) | 坊ちゃ&チビ子の 子供達 (プーの一族) | 坊ちゃ&チビ子の 子供達 (プーの一族) |                              |                              |                            |                            |                            |                            |                            |                            |  |  |
|                                     |                                     |                                     |                                     |                                     |                                     |                           |                           |                           |                           |                           |                           |                              |                              |                              |                              |                              |                              |                              |                              |                              |                              |                              |                              |                          |                          |                          |                          |                          |                          |                        |                        |                        |                        |                                     |                                     |                                     |                                     |                                     |                                     |                              |                              |                            |                            |                            |                            |                            |                            |  |  |
|                                     |                                     |                                     |                                     |                                     |                                     |                           |                           |                           |                           |                           |                           |                              |                              |                              |                              |                              |                              |                              |                              |                              |                              |                              |                              |                          |                          |                          |                          |                          |                          |                        |                        |                        |                        |                                     |                                     |                                     |                                     |                                     |                                     |                              |                              |                            |                            |                            |                            |                            |                            |  |  |
| おチビくん・♀ (レポート42)          | おチビくん・♀ (レポート42)          | おチビくん・♀ (レポート42)          | おチビくん・♀ (レポート42)          | おチビくん・♀ (レポート42)          | おチビくん・♀ (レポート42)          | ちゃー坊・？ (レポート53) | ちゃー坊・？ (レポート53) | ちゃー坊・？ (レポート53) | ちゃー坊・？ (レポート53) | ちゃー坊・？ (レポート53) | ちゃー坊・？ (レポート53) | ポッケ・？ (レポート54)      | ポッケ・？ (レポート54)      | ポッケ・？ (レポート54)      | ポッケ・？ (レポート54)      | ポッケ・？ (レポート54)      | ポッケ・？ (レポート54)      | マルミ(マリ)・♀ (レポート54) | マルミ(マリ)・♀ (レポート54) | マルミ(マリ)・♀ (レポート54) | マルミ(マリ)・♀ (レポート54) | マルミ(マリ)・♀ (レポート54) | マルミ(マリ)・♀ (レポート54) | プクプク・♂ (レポート54) | プクプク・♂ (レポート54) | プクプク・♂ (レポート54) | プクプク・♂ (レポート54) | プクプク・♂ (レポート54) | プクプク・♂ (レポート54) | チビ太・♂ (レポート54) | チビ太・♂ (レポート54) | チビ太・♂ (レポート54) | チビ太・♂ (レポート54) | チビ太・♂ (レポート54)              | チビ太・♂ (レポート54)              | ちいちい・♀ (ちいちいの一生)        | ちいちい・♀ (ちいちいの一生)        | ちいちい・♀ (ちいちいの一生)        | ちいちい・♀ (ちいちいの一生)        | ちいちい・♀ (ちいちいの一生) | ちいちい・♀ (ちいちいの一生) | チビン・♂ (チビンの里帰り) | チビン・♂ (チビンの里帰り) | チビン・♂ (チビンの里帰り) | チビン・♂ (チビンの里帰り) | チビン・♂ (チビンの里帰り) | チビン・♂ (チビンの里帰り) |  |  |

## 登場キャラクター

### 作者のハムスター
チビすけ（オス）
最初から登場。チビと花子の息子。背中に大きな点がある。この漫画の主人公的存在。一人称は「ボク」。好物はとりのからあげ。人参が嫌い(チーズを見せてからさっと人参に取り替えると喜んでその人参を受け取ってしまうが、食べない)。趣味はてんちゃんとのデートだが、てんちゃんには噛まれる事が多い。11匹の兄弟達と共に生まれた中で、作者にそのまま飼われる1匹に選ばれたのは、貰われる前日に花子や他の兄弟に隠れて餌を食べ過ぎてお腹を壊したためである。別荘は棚の下だったが、8巻では家具の後ろに落ちて丸まったまま放置された雑誌の中に変わっていた。
てんてん(てんちゃん)（メス）
作者の友人・森さんから、チビすけのお嫁にと貰い受けたハムスター。レポート13から登場し、レポート14にて命名。2巻目からは「てんちゃん」と呼ばれるようになるが、2巻では興奮した作者に「てん」と呼ばれている。チビっちとまめ太郎の母。お尻に白い斑点がある。最初は小柄でおとなしかったが、しばらくすると太って逞しくなった。趣味・好物は電気コード齧り（よく罰を受ける）。なかなかチビすけになびかなかったが、作者が魔法の粉（クッキーの粉末）をチビすけにかけた事でようやく子供が生まれた。しかしチビっちとまめ太郎の2匹しか生まれなかったため、作者は子供の里親になるはずだった友人らに対する言い訳に苦労する羽目になった。
チビ（オス）
チビすけの父。レポート4にて登場し、「番外編・ハムスター物語」にて詳細が語られる。ペットショップで育った。好物はミカン。趣味は花子とのデート。おでこに白い縦線がある。一人称は「わたし（1巻）」。
花子（メス）
チビすけの母。最初から登場。出産する前日にトイレの便器にはまってしまったが、無事に子供を出産した（12匹）。好物は砂糖入りミルク。趣味は子育て。お尻にだるま模様がある。一人称は「わたし」。
チビっち（メス）
てんちゃんとチビすけの娘。まめ太郎の姉にあたる。プーの妻。好物はチーズ。腰にネズミのような模様がある。レポート27で誕生し、レポート29で命名（まめ太郎も同様）。名前は「チビ1（幼い頃につけられた名前）」がなまっただけだったりする。子供の時はかなりてんちゃんに甘えていたことからまめ太郎より親離れが遅かった。親離れする前にまめ太郎の餌を横取りしていたのと太りやすい体質から、出産前はかなり太っていた。趣味は他のハムスターの別荘を荒らす事で、このことに関してはかなりの執念を見せる。丸い壷を別荘にしているが自分が寝返りを打って壷が転がったのに怒ることがある。6匹の子供達の育児に疲れ、入院したことがあるが、退院後も変わらず子育てをする姿は、作者にとって天使に見えた瞬間であった。
まめ太郎（オス）
てんちゃんとチビすけの息子。チビっちの弟にあたる。体がとにかく小さく、100gしかない（チビすけは150g、チビっちは約200g）おかげで、歯形などで悪さをしたときにはすぐバレる。おぼっちゃん育ち（他のハムスターと違い、散歩に出ていても疲れたら自分で小屋に帰るぐらい小屋の生活が気に入っている）で他のハムスターよりかなり贅沢（買い置きのティッシュがなくなったときに、香料付のティッシュをチビすけは受け取ったが、まめ太郎は拒絶した）。好物はむしいもと、別荘に集めている消しゴム（食べるわけではなく、かじるだけ。但し、砂消しゴムや香料付き消しゴムは嫌い）。趣味は別荘作り（何度かチビっちに荒らされたり、作者によって掃除された）。最初はプーの姉妹とお見合いが用意されるも体調を崩しすぐに返された。その後みそちゃんとお見合いをしているが振られてばかりいる。名前の無い頃はチビ2と呼ばれていた。名前を決める際に、最初に触れたカードに書かれていた名前にする事になったが、作者は最初からまめ太郎にしたかったらしく、「まめ太郎」と書かれたカードにチーズを塗って、それに釣られてまめ太郎になった。頭からお尻まで背中の濃い毛が繋がっている。別荘はテレビ台の中。
おチビくん（メス）
チビっちとプーの娘。当初、おチビくんという名は正式な名を決めるまでの仮のものだが、完結までこの名前が使用される。メスだが、なぜか「おチビくん」とオスの名前である。レポート36で誕生し、レポート42で命名。兄弟が客人に貰われる中、いやしんぼだった事によって最後まで残ったハムスター（残った理由がチビすけと同じ）。趣味はゴミあさりとツルツルした蓋の収集。別荘は押入れの中。ゴミあさりは身体が成長してからはあまり出来なくなってしまった。背中にえりあし模様があり、お尻にはひい祖母である花子と同じようなだるま模様がある。作者に「おでかくん」と改名されそうになった事もある（まだ改名されていない）。
チビビ（オス）
チビすけの祖父。設定によっては「チビの父」だったり「花子の父」だったりする。耳に模様があることが特徴。チビの視点から描かれた「番外編・ハムスター物語」ではチビビの妻も登場しているが名前は不明（「義理の母」名義）。2巻以降は一切紹介されておらず、小屋もないため、もう亡くなっているとみなされている。
チビビンバ（オス）
チビ・花子の祖父にあたる。レポート4にのみ登場。プーと同様耳が少し欠けている。

### 作者のハムスターの家族
プー（オス）
チビっちの夫。レポート32から登場。姉妹のメスとの喧嘩で右の耳が少し欠けている。大雪家に訪れた際、チビすけやチビっちの別荘を荒らした事がある。兄弟で1匹だけのオスだが飼い主はしばらくにそれに気づかなかった（当初メスだと思い込んでいた時に尻辺りが腫れていた（き○たま）時に気づかれた）。また大雪なじみの獣医さんに名前を覚えてもらえなかった。チビッちのことになると下半身の感覚がなくなるほど好いているが、妊娠直前まで中々受け入れてもらえずにいた。
チビ子（メス）・坊ちゃ（オス）
プーの両親。「番外編・プーの一族」にて詳細が語られる。チビ子はペットショップで育ったが、作者の友人に飼われるようになった。飼い主の姉が連れて来た坊ちゃとは初対面にも関わらず、すぐに仲良くなった。2匹の子供は全員飼い主の家で飼われている（なおプーとチビっちの子供6匹も全部貰おうと考えていた）。
ちゃー坊
おチビくんの兄弟。性別は不明（名前からオスの可能性が高い）。レポート53にてもらい手から連絡が入る。趣味はカーテン登りだったが、夏になって薄手のカーテンに取り換えられて登れなくなったためカーテンかじりになった。
ポッケ
おチビくんの兄弟。性別は不明。レポート54にてもらい手から連絡が入る。名前の由来は飼い主がパジャマのポケットにひまわりの種を入れて、それを取るためにポケットに入るためだという。しかし、飼い主はたまに種を入れたままパジャマを洗濯機に入れてしまうことがあり、母親から苦情が来たことがあり、作者からは親子げんかを心配されていた。
マルミ（メス）
おチビくんの兄弟。レポート54では「マルミ」名義。コードをかじるのが好きであり、PS2のコードやビニールテープで修復したコードが被害にあっている。
マリ（メス）
レポート77では「マリ」名義。メス。飼い主の帰省により大雪家に里帰りした。幼い頃はチビ子、成長するにしたがってチビ子→マルミ→マンマルミと名前が変わっていったが、マンマルミでは長いので省略して最終的にマリになった。おっぱいは大雪家に住んでいるハムスターとは違って16個ある（大雪家のハムスターは12個）。里帰りした際、チビっちの別荘を荒らした。
なお、おチビくんの兄弟として登場したハムスターは7匹いるが、実際のおチビくんの兄弟は5匹という矛盾が生じる。その為、他にもマリの様に後に改名したハムスターがいる可能性が高い。
プクプク（オス）
おチビくんの兄弟。オス。レポート54,55及び「番外編・プクプクの苦情生活」に登場。名前の由来はプクプクと鳴いているのが可愛かったからだが、これはハムスターの苦情である事に飼い主は気づいていない。マコちゃんとお見合いをした(が、マコちゃんもオスであったことが判明し、プクプクとマコちゃんは迷惑した)。ツルツルした蓋に興味がある（これは作者のハムスターの家系の特徴でもある）。
チビ太（オス）
おチビくんの兄弟。オス。レポート54にてもらい手から連絡が入る。飼い主はチビ太の子供が生まれたら全部もらおうと思っているほど楽観的。
ちいちい（メス）
おチビくんの兄弟。メス。「番外編・ちいちいの一生」に登場。慣れない環境に緊張してちいちいと鳴いていた事により名前をつけられた。茶色の模様の部分に白い毛が生えているため、よくお客さんからホコリと間違えられる。
チビン（オス）
おチビくんの兄弟。オス。「チビンの里帰り」にて大雪家に里帰りする。最初、飼い主はケビンという名前をつけようとしたが、母の読み間違いによりチビンになった。最近は母の発音がおもしろかったのかチビンヌと呼ばれている。
白いハムスター
レポート93にて語られた、二匹のチビすけの兄弟（チビ・花子の子供）。白い体に赤い目をしている。「売れ残るだろう」「できれば大雪家で飼いたい」と思いきや、もらい手に真っ先にもらわれていった。
チビ太郎（後記述）

### 他のハムスター
※「チビ坊」のように作者が登場しないものの「レポート◯◯」名義のタイトルに登場するハムスターもここで解説する。
チョコちゃん（メス）
レポート6に登場する、チビすけの最初のお見合い相手。お見合い相手としてやって来た際、何故かチビすけに悪い事ばかり起こった。
ポチ
第1巻のレポート11に登場したハムスター。背中にポチっと模様があることから犬でもないのに「ポチ」という安易な名前を付けられた。ペットショップで作者と思しき人物に買われていったが、飼い主の詳細が語られなかったので正確には誰であるかは不明。
チビ坊/ヘラクレス (オス）
レポート24に登場。元の名前はヘラクレスだったが、飼い主が転勤によりペット禁止の寮に入るために今の飼い主「鉄子」さんに泣く泣く譲られた。しかし、ヘラクレスは言いにくい名前だったため、名前を決める際に偶然耳にした「ヤン坊、マー坊、天気予報」からチビ坊に改名された（が、当初はそう呼ばれても反応しなかった）。昔の飼い主に飼われていた頃は高級なりんごを食べさせられていたが、「鉄子」さんは安いりんごしか買って来ないので食べなかった。中々懐かず、四苦八苦していた飼い主であったが、ある日突然手のひらにノビをしながら乗るようになり、その後は新しい名前にも慣れ、安いりんごも食べるようになった。その後またしても飼い主は転勤でペット禁止の寮に入る事になってしまうが、飼い主は「黙っていれば問題ない」とチビ坊も連れて引っ越した。
みそちゃん（メス）
レポート46から登場。まめ太郎のお見合い相手。まめ太郎の倍以上の体重があり、大きい。力もかなりのもので自分のケージを歯で折ったこともある。サラダとほうれん草をエサとしており、作者はこれが力の源ではないかと考えている。名前の由来は寝そべった姿がみそ田楽そっくりに見えた事から。飼い主からは単に「みそ」と呼ばれることもある（主に叱る場合）。まめ太郎にかなり好かれているものの、みそちゃんはまめ太郎のことを嫌っている。しかし、みそちゃんの飼い主曰く他のオスが相手でも喧嘩するらしく、みそちゃんの飼い主がまめ太郎を気に入っているので何度もお見合いをしている。まめ太郎と初対面の際、夏バテでかなり痩せていた（それでもまめ太郎よりは遥かに大きかった）が、まめ太郎の訪問がきっかけで動き回り、食欲が戻ったことがある。
ニコ丸（オス）
レポート62,100に登場。オス。背中に二つ丸がある。体はまだ小さい。「飼い主の旅行」「飼い主の甥っ子から避難させる」という理由で大雪家に預けられた。小さいながらもオスであり、周囲にたくさんのハムスターのケージがある中、真っ先にメスであるおチビくんの元へ走って行った。但し、おチビくんからは嫌われなかったかわりに、オスと認識されず、子供扱いされていた。
まめ三郎（オス）
レポート83に登場。まめ太郎のファンである女性に飼われているハムスター。オス。いつの間にか名前がさぶポンに変わっており、体重もまめ太郎よりも遥かに重くなった。しかしその頃には飼い主は初心をすっかり忘れており、立派に育ってくれたと喜んでいる。
助清（オス）
レポート93に登場。オス。おチビくんのお婿さん候補としてやって来た白いハムスター。名前の由来は『犬神家の一族』に出てくる白い覆面の不気味な人物から。おチビくんには早々に振られてしまった。この助清がきっかけで、チビすけの兄弟（チビ・花子の子供）には真っ白いハムスターが存在していた話が語られる。
チーピー（オス）
「番外編・チーピーの気になる変化」やレポート97に登場。ペットショップ出身。飼い始めたばかりの頃、飼い主の仕事の都合で、作者に預けられる事になった。飼い主はメスを希望しており、ペットショップの店員に聞いて飼ったものの、後にオスだという事が判明。作者はショックを受けないか心配していたが、飼い主はチーピーが元気ならどちらでもよく、笑ってすませていた。
プン助（オス）
レポート96に登場する。性別はオス。ペットショップ出身。ペットショップで成長したため飼育当初は飼い主に警戒してばかりで眉間にシワが入っていたが、「知りあい」が預かったことで少しずつに人間に馴れていく。

### 番外編に登場するハムスター
チビ太郎（オス）
某ハムスター愛好家からもらわれてきたハムスター。「番外編・チビ太郎の生活」に登場。実はモルモットとハムスターの区別の付かない飼い主により、先に飼っていたモルモットのモコちゃん（メス）の婿になるためにもらわれてきた。モコちゃんには好かれているがチビ太郎は快く思っておらず、意地悪な素振りをよくする。逆に嫁には気に入られており、じゃれるつもりで怪我を負わされてしまう事も。
父親が「チビ」という名前であることが語られているので、元の飼い主である某ハムスター愛好家とは作者の大雪師走のことであり、チビすけとは兄弟である。
チビまろ（オス）
ビビリ屋なのでペットショップの水槽の巣材にずっと隠れていたため、売れ残ったハムスター。「番外編・チビまろ物語」に登場。後にひな子さんの父親が彼女の誕生日プレゼントに買っていった。彼女の母親が試しにバースデーケーキの栗を与えたところ喜んで食べたので、父親とひな子さんの提案で「チビ」と「まろ（マロン＝栗）」からこの名が付けられた。初め、ひな子さんにモルモットと勘違いされた。
頑丈野郎チビお（オス）
リスの代わりに飼われたハムスター。「番外編・頑丈野郎物語」に登場。飼い主が男の子らしい名前にしたかったので「チビお」と言う名前になったが、どこから落ちても平気と言う頑丈さを見せた為に「頑丈野郎」と言う名前も良いと考え、結局「頑丈野郎チビお」と言う名前になった。大安の日に嫁をもらうこととなった。
しま次郎（メス）
その名の通り背中に黒い線が一本通っている。「番外編・しま次郎物語」に登場。その珍しい柄から、ペットショップで2万円という高値で出品された。しかしなかなか売れず、徐々に値下げされるがそれでも売れなかった為、通常のハムスターと同じ千円まで値下がりした。それを運よく見つけた、カメを買うつもりだった少年「太郎」に（気紛れで）買われた子である。その後、太郎はきっちり自分1人で面倒を見ており、家族を感心させている。
思い込みからオスだと思って名前をつけたが、ハムスターを飼っている姉の友人（髪型と服が作者と同じ）により、実はメスであったことが判明。話の最後でペットショップで高値で売られているウリ坊のような珍しい柄のオスが夫になる事が示唆されている。
レポート30に登場する縦線の模様が付いたハムスターとの関係は不明。
コロちゃん（メス）
名前の通り、体型がコロコロとしているハムスター。「番外編・コロの長い一日」に登場。飼い主が作ったコロちゃんの歌も存在する。家族中からひたすら可愛がられている。
ぼん太郎（オス）
ペットショップ出身のハムスター。「番外編・ぼん太郎のおどろく毎日」に登場。とてもビビリ屋で耳が良い。名前の由来は、飼い主が名前を決める際に偶然聞いた柱時計の「ボーン」という音から。通称「ぼんちゃん」。
カルビ
焼肉店のそばのペットショップ出身。性別は不明（おっぱいが無い事からオスの可能性が高い）。「番外編・カルビと父の長～い夜」に登場。飼い主（一郎くん、小学校3年生）の父にだっこされるのがあまり好きでない。鼻力が強い。パセリばかり与えられていた。名前の由来はよほど美味しかった骨付きカルビかららしい。
チビ玉
ペットショップ出身のハムスター。「番外編・チビ玉物語」に登場。生後1ヶ月で店頭に並び、それを作者の友達が見つけて買った。飼い主は大雪をハムバカと呼ぶ。名前の由来は、鶉の卵みたいに小さい事から。流石に身体が小さすぎるため、飼い主は心配していたものの、作者からのアドバイスもあり、元気に暮らしている。
マコ（オス）
「番外編・プクプクの苦情生活」に登場。プクプクのお見合い相手。オス。プクプクの飼い主はメスだと思い込んだが、実はオスだった。さらにマコの飼い主もプクプクがメスだと思い込んでいたので、2匹ともかなり困惑していた。
プッチ（オス）
「番外編・プッチとお留守番」に登場。性別はオス。名前の由来は「プチシュー」（小さいシュークリーム）。飼い主が友人の「マンガ家O」を残して買い物に行ったことで、マンガ家Oとプッチは共に留守番することになる。

### ハムスター以外の生き物
ゴンちゃん（オス）
作者の隣の家で飼われている犬。レポート4から登場。「北」のような顔をしている。血統書つきの名犬でもある。父、母、ゴンちゃん、妹の4人家族で、父以外は皆そっくり。作者は「お隣さんはクローンでも作っているのだろうか」とすら言った。
モルちゃん（メス）
作者の従姉妹のモルモット。「番外編・モルちゃんの来た日」に登場。台風の夜に子供を産んだ。
ハエ太郎
大雪家にいるハエ。「番外編・チビすけの脱走」に登場。最初は作者らに嫌がられていたが、ご飯をたかるわけでもないためどうやって食料を調達しているのか心配される。一度窓から外に出たがすぐに戻ってきて、情の移った作者によって名前を付けられる。
ブッチ
大雪家の夕飯を狙ってよくやって来る野良猫。レポート17に登場。作者からニボシをもらったある日の翌日の同じ時間に来てみると、その日は血相を変えた作者に追い出された。実はブッチと同じく大雪家によくエサを食べに来るスズメ達も来ており、そのスズメ達をブッチが襲うのを危惧した為で、追い出した後で作者はブッチに謝罪していた。また、作者が木から助けた野良猫もブッチである。
気になる犬
ゴンちゃん同様「北」のような顔をしている犬。レポート30に登場。最初は野良犬だったが、後に「理科実験道具屋」に引き取られたようである。それを見た作者は嬉しくてつい石綿付き金網を買ってしまった（後にチビっちの子育ての際に理科実験道具屋は有効に利用された）。
信頼関係まるで無しのネコ（メス）
よく餌を食べに大雪家の庭へ出て来る野良猫。レポート53に登場。大雪家に来る度に作者が触ろうとしたりすると、名前の通り信頼関係まるで無しの為、大抵の場合、怒って作者の手を引っ掻いて逃げてしまう。後にメスである事が判明し、無事子供を産んだが、その子猫も作者と信頼関係が無い。
ボスネコ
近所の野良猫のボス。レポート91に登場。初めて大雪家に現れた頃はひょろりと痩せこけた貧弱な子猫で、将来の不安なその姿を憐れんだ大雪が、さしみや唐揚げといった少し値打ちの高い物をあげていた。しかしその後立派に成長し、市販のキャットフードを食べないようになってしまった。
インコ
大雪家の庭へキャットフードをついばみに来る黄色いインコ。「番外編・ちいちいの一生」とレポート81に登場。もう飼い主の元には戻らないだろうという理由で大雪が飼おうと考えており、勝手に「ピーコ」と名付けた。キャットフードの中でも「中がクリーミーなタイプ」だけ食べているので、作者はこの「中がクリーミーなタイプ」のキャットフードがインコの好みだと推測している。
アライグマ
野良猫や小鳥のえさ入れのえさを水入れで洗ってしまうノラアライグマ。レポート92に登場。夜な夜な大雪が住んでいるアパートの庭にやって来る。大雪が洗っているシーンを撮ろうとしてビデオカメラをセットするも、水入れに入れられてしまう。
ドブネズミ
2匹登場している。5巻にて野良猫が殺した子ネズミを連れてきたが、実は生きていて作者が捕まえようとしたが作者の母の一喝で追い出される。が、また戻ってきて天井裏の電気コードを食い千切った。7巻では深夜の作者の家のトイレから出現した巨大ドブネズミが登場。その後も大雪家に潜んでいるようで、作者は黒い画用紙に小麦粉とパンを載せ、ネズミがぱんを引っ張っていった際に残る小麦粉の跡から巣の方向を割り出そうとしている。チビ玉と名付けたハムスターを飼い始めた友人は、これを聞いてすぐに作者の家を後にした。
サボちゃん
作者が栽培しているサボテン（レポート31）。買った日の夜にとげに触れそうになったチビすけを守るために吹き飛ばされ、鉢が破壊されたり、植え替えをした際に枯れてしまったりと不運が多い。ちなみに、枯れる前に生えていた芽の部分は無事だった。
ポンタ
レポート94に登場する大型の犬。室内で飼われている。作者は家のリフォームに使用された接着剤の臭いからまめ太郎だけでも遠ざけるために友人をあたり、まめ太郎はポンタの飼い主の元に預けられることになった。

### 人間の登場人物
基本的に人間は後ろ姿、もしくは髪で目が隠れた姿、線で描写された目で描かれている。メガネをかけた人物については普通に描かれていることも多い。ただし、初期は目が描かれたカットも多い。
大雪師走
作者。女性。話の構成上最も多く登場する人間で、物語の進行役（ナレーション）でもある。一度だけ鏡を見ている姿で真正面から顔が描かれた事があるが、ハムスターと同じような丸い目で描写されていた（作中でも似てきたと語っている）。また、近年では「＞＜」状の目もたまに出てくる。TVゲームが好きだが、度々ハムスターにコードをかじられたりリセットボタンを押されて振り出しに戻されるなど、ろくな目に遭っていない。作中ではドブネズミを捕まえて飼おうとしたり、排水溝の中にいる(かどうかも怪しいが)ネズミに芋をやってパイプを詰まらせたりと子供っぽい一面も持つ。お茶と間違えてインクを飲んだり、カッターで原稿用紙を斬る際に新品のヘッドホンのコード諸共切ったり、えびせんと間違えてハムスターフードを食べたりと、かなりそそっかしい行動の描写も見受けられる。幼少の頃は甘い衣に包まれた風邪薬を最後まで甘いと思って舐めてたり、さくらんぼの種を割って中身を食べたりしていた。ハムスターを投げ飛ばして蝿取りをさせたり（安全に配慮はしてある）、嫌がるハムスターにチューをしたり(これは「チューの刑」という体罰である)、毛が禿げたチビすけをほっといたり、オロナインべっとりの手で抱っこしたり、静電気の実験台にするなどしている所為か、ハムスターから嫌われている描写がしばしば見られる（「おいで」「さぁ小屋に入ろうね」と声をかけても寄って来ない等）。同時に、ある程度の大きさまで育った子供達なら触っても警戒されない（本来ハムスターの母親は子供を触られるのを大変嫌がる）ほど安心されてもいるが、撫でている最中、暑くなると鼻で押してどけられることから「ティッシュと同等らしい」との見解もある。
ハムバカ
「番外編・チビ玉物語」「番外編・チーピーの気になる変化」レポート96,97に登場する、ハムスター飼育歴30年の人間。名前の由来は「釣りバカ」。長年に渡るハムスターの飼育経験を元に、他の飼い主にアドバイスをしたり他の飼い主のハムスターを預かったりしている。ハムバカ=作者であることが明言されなかったり、大雪家で飼われているものと名前が一致しているハムスターが登場することで判明したりとまちまち。
作者の母
作者の母親。アフロのような髪形をしている（全てではないが他の登場人物の母もこのヘアスタイルが多い）。娘である作者への一言多い突っ込み役が多い。作者の天然は母譲りである。また実験好きなところも似ており、作者がハムスターの生態を観察していた際、母も乳児の作者に実験（顔の上に布を置くと、どれくらいの重さまでどけられるのか）をしていたとのことで、窒息したらどうするのかと作者は大笑いしていた。
おばあちゃん
作者の祖母。時々大雪家にやって来る。常に名古屋弁でしゃべる、掃除機を使わない、手の皮が厚い、ゴキブリを素手で捕まえようとする、いもまんじゅうを作ったとき、落ちたいもをチビすけが食べようとすると「おみゃーは米粒でも食っとりゃえーなも」と取り上げたにもかかわらず、いもまんじゅうが完成すると「おみゃーも食べるか」とチビすけにすすめる（矛盾している）など個性的な人物である。花子が子供を出産した際、作者の母が出産したと勘違いした。氷川きよしが好き。おまけ漫画で主役になったり最後のページにだけ登場したりすることがある。すごろくにも登場する（7巻と8巻）。またカタカナに非常にうとく、「ディズニーのピーターパン」を「デニーズのピータン」と言い間違えたり、ラジカセのオートリバース機能を外国のロックバンドと勘違いすることもある。
大家さん
作者が住んでいるアパートの大家。アパートではペットを飼う事が禁止なので大家さんが来ると作者はハムスターを隠す。一度、木から下りられなくなった野良猫（ブッチ）を作者が助けていたのを目撃したが、あまり気にしなかった。
お向かいさん（ゴンちゃんの飼い主）
ゴンちゃんを飼っている人。｢北」の顔の犬が好き。金持ち。
先生
動物病院「なんでも医院」の獣医。その名の通りハムスターから犬まで何でも診ている。白髪と黒縁眼鏡が特徴の中年男性。若干天然ボケ気味で、「しばらく見ない内に太りましたねー大雪さんは」と口走るなど、時々余計な事を言ったりする空気の読めない先生。チビすけの足の怪我に気づかないなど、本当に医者なのか疑わしいところもある（足の怪我をした際の先生の診断は「太りすぎ」）。耳が遠いのかプーの名前を「クー」「ウー」「ムー」等と間違えたりしている。
ご近所の人々
作者の近くに住んでいるおばさんや女子高生で、作者がよくハムスターの自慢話の相手にしている。チビっちにネズミみたいな模様があることを作者が自慢し、どこで電話番号を聞いたのか譲ってほしいという人物が電話してきた事もあったが、結局断っている。